# 베타 세포
베타 세포(β-cell)는 인슐린을 만드는 세포다. 이자의 랑게르한스 섬에 있으며 랑게르한스 섬의 65-80%를 차지한다.

## 기능
베타 세포의 가장 중요한 기능은 인슐린을 합성하고 저장 및 분비하는 것이다. 인슐린은 혈당량을 낮추는 호르몬이다. 베타 세포는 혈당량이 높아지면 저장되어 있는 인슐린을 분비하고, 동시에 추가적으로 인슐린을 생산한다.

### 인슐린 분비 조절
베타 세포의 세포막에는 전압 개폐 칼슘 통로와 ATP 민감성 칼륨 통로가 있다. ATP 민감성 칼륨 통로(ATP-sensitive potassium channel)는 평소에 열려 있어 칼륨이 농도 기울기에 따라 세포 바깥으로 확산되어 나간다. 전압 개폐 칼슘 통로(voltage-gated calcium channel)는 본래 닫혀 있다. 아무 자극이 없는 상태에서 세포 안쪽은 바깥쪽보다 전기적으로 음성이고 세포막 안팎의 전위차는 -70 mV이다.
세포 바깥의 포도당 농도가 높으면 포도당은 GLUT2 수송체를 통해서 세포 내로 촉진 확산된다. 베타 세포는 포도당인산화효소(glucokinase)를 이용하여 포도당을 인산화(해당의 첫 단계)하기 때문에 대사는 생리학적 혈당량 혹은 그보다 높은 상황에서만 일어난다. 포도당 대사를 통하여 ATP가 생산되고, ATP/ADP 비율이 높아진다. ATP 민감성 칼륨 통로는 ATP/ADP 비율이 높아지면 닫혀 더 이상 칼륨이 확산될 수 없다. 칼륨이 세포 안쪽에 축적되므로 막 안팎의 전위차는 양의 값 방향으로 커지고, 전압 개폐 칼슘 통로가 열린다. 칼슘이 농도 기울기에 따라 세포 바깥에서 안으로 들어오면, 인슐린을 담은 소포가 세포 가장자리로 이동하고 세포막과 융합하여 인슐린을 내보낸다(세포외유출).

### 기타 호르몬
- C 펩티드(C peptide)는 인슐린과 동일한 몰이 혈류로 분비된다. C 펩티드는 당뇨병과 관련된 신경병 및 기타 혈관 손상을 예방한다.[3] C 펩티드 농도를 측정하여 살아있는 베타 세포의 양을 추정할 수 있다.[4]
- 아밀린(Amylin) 혹은 섬 아밀로이드 폴리펩티드(islet amyloid polypeptide, IAPP)[5]의 기능은 혈류로 들어오는 포도당의 속도를 늦추는 것이다. 인슐린이 장기간 음식 섭취를 조절한다면, 아밀린은 단기간 음식 섭취를 조절하므로 인슐린과 시너지 관계라고 할 수 있다.

## 병리학
- 제1형 당뇨병 혹은 인슐린 의존성 당뇨병은 환자 스스로의 면역계가 베타 세포를 공격하여 파괴하는 자가면역질환으로 알려져 있다. 베타 세포가 파괴되었으므로 인슐린을 생산하거나 분비할 수 없고, 혈당량도 조절할 수 없다.
- 제2형 당뇨병 혹은 인슐린 비의존성 당뇨병은 나이, 가족력, 비만, 식이에서 당이 차지하는 비율 등 다양한 요인에 의해 발생한다. 베타 세포는 인슐린을 계속해서 분비하지만, 몸에서 인슐린에 대한 저항이 생겨 인슐린에 대한 반응이 감소한다. 간과 근육 세포 표면에 있는 특정 수용체가 감소하여 혈류를 따라 순환하는 인슐린에 대해 반응하는 능력을 잃은 것으로 추정하고 있다.[6][7]
- 인슐린종은 베타 세포에 생기는 희귀 종양이다. 대개 양성 종양이지만, 반복적이고 지속적인 저혈당으로 생명에 위협을 줄 수 있다.

베타 세포에 특이적으로 독성이 있는 스트렙토조토신(streptozotocin)이나 알록산(alloxan)을 이용하여 인위적으로 당뇨병을 발생시킬 수 있다.

## 같이 보기
- 인슐린
- 알파 세포